# Cap de l'Ovella
El Cap de l'Ovella és una muntanya de 2.541 metres d'altitud del terme municipal d'Alins, a la comarca del Pallars Sobirà, al límit amb la parròquia de la Massana, d'Andorra.
És a llevant del poble pallarès de Tor i al nord-oest de l'andorrà de Pal, al sud-oest del Pic de Port Negre, on es troben els remuntadors de la pista d'esquí de Pal-Arinsal.